# يوسف فرنكو باشا
يُوسُف فرنكو باشا أو يُوسُف فرنقو باشا هو سياسي وإداري ورسَّام هزلي عُثماني ثُمَّ تُركي. اسمه الأصلي يُوسُف بن فرنكو الكوسا، فهو ابن فرنكو باشا ثاني مُتصرِّفي جبل لُبنان. عُيِّن مُتصرِّفًا للجبل كما والده، فكان سابع من تولَّى هذا المنصب.
وُلد يُوسُف بن فرنكو الكوسا في إستنبول سنة 1855م لعائلةٍ روميَّة كاثوليكيَّة، حلبيَّة الأصل. أكمل تحصيله العلمي في جبل لُبنان حيثُ عاشت عائلته بين سنتيّ 1868 و1873م خلال ولاية أبيه فرنكو باشا، والتحق بنظارة الخارجيَّة لاحقًا، فترقَّى في المناصب حتَّى صار أمينها العام. مثَّل الدولة العُثمانيَّة في اتفاقيَّة لاهاي الأولى سنة 1899م.
عيَّنه الباب العالي مُتصرِّفًا على جبل لُبنان بُعيد وفاة سلفه مُظفَّر باشا سنة 1907م، فرُقِّي إلى مرتبة الباشويَّة وتسلَّم منصبه رسميًّا في 10 تمُّوز (يوليو) 1907م. بدأ يُوسُف فرنكو باشا عهده بدايةً حسنة، فتروَّى في علاقاته مع مُختلف الأحزاب والاتجاهات، وعاونه رجال الدين النصارى. ولكنَّ هذه الحال لم تدم طويلًا، إذ خرق النظام الأساسي لجبل لُبنان بعدما تدخَّل في شُؤون القضاء واعتدى على صلاحيَّات المجلس الإداري، وألغى بعض الجرائد المُعارضة، وحاول أن يُرغم أهل الجبل على حمل بطاقة هويَّة عُثمانيَّة كسائر مُواطني الدولة. ولكنَّ المُعارضة الشديدة التي قامت في وجهه أرغمته على جعل ذلك اختياريًّا لمن يشاء.
وعندما نُشر الدُستور العُثماني سنة 1908م طالبت بعض الفئات في جبل لُبنان بضم المُتصرِّفيَّة إلى ولاية سورية وإرسال عُضوين يُمثلانها في مجلس المبعوثان، ولكنَّ المُقاومة الشديدة التي نشأت ضدَّ هذه الفكرة لم تسمح بظُهُورها إلى حيِّز الوُجود، بالرُغم من تشجيع يُوسُف باشا. وكان نزاعه الدائم مع أعضاء المجلس الإداري سببًا في نقمة الجُمهُور عليه، ولم تهدأ هذه النقمة إلَّا حين انتهت مُدَّة ولايته سنة 1912م.
عُيِّن يُوسُف باشا ناظرًا للبريد والبرق في 18 كانون الأوَّل (ديسمبر) 1918م، وبقي في منصبه هذا حتَّى 24 شُباط (فبراير) 1919م، ثُمَّ عُيِّن ناظرًا للخارجيَّة واستمرَّ في هذا المنصب حتَّى شهر آذار (مارس) 1919م. وحين سقطت الدولة العُثمانيَّة وأُعلنت الجُمهُوريَّة التُركيَّة سنة 1923م، حصل يُوسُف فرنكو باشا على جنسيَّتها وبات أحد مواطنيها حتَّى وفاته سنة 1933م.
كان يُوسُف فرنكو أحد أشهر الرسَّامين الهزليين في زمانه، وانتمى لمدرسة الفرنسي أونوريه دومييه، فانتهج في موضوعاته النقد السياسي والمُجتمعي، ساخرًا من الطبقتين الدواوينيَّة والسياسيَّة رُغم انتمائه لكلاهما، وكان لا يتورَّع عن تصوير الساسة وأصحاب الدواوين بشكلٍ يُثير السُخرية على أعلى مُستوى، ممَّا سبَّب له خُصُوماتٍ عديدة. ولم يكن يُوسُف باشا من المُعارضين للسُلطان عبد الحميد الثاني شأن الكثير من الصحافيين والمُفكِّرين في عهده، فلم يتعرَّض لشخصه في رُسُوماته كما فعل آخرون.